# 伯布林根县
伯布林根县（Landkreis Böblingen）是德国巴登-符腾堡州的一个县，隶属于斯图加特行政区，首府伯布林根。

## 地理
伯布林根县北面与路德维希堡县，东面与斯图加特市和埃斯林根县，东南面与罗伊特林根县，南面与蒂宾根县，西面与卡尔夫县，西北面与恩茨县相邻。